# Rhyssella jilinensis
Rhyssella jilinensis är en stekelart som beskrevs av Wang och Hu 1992. Rhyssella jilinensis ingår i släktet Rhyssella och familjen brokparasitsteklar. Inga underarter finns listade i Catalogue of Life.